# HD 25661
HD 25661，又名BD-20 770，SAO 169078、HR 1259，是一颗恒星，视星等为7.01，位于銀經214.62，銀緯-45.7，其B1900.0坐标为赤經3h 59m 12.3s，赤緯-20° -45.7′ 2″。